# Most o trzech przęsłach
Most o trzech przęsłach (alb. Ura me tri harqe) –  powieść albańskiego pisarza Ismaila Kadare. Po raz pierwszy została wydana w roku 1978, nakładem Wydawnictwa Naim Frashëri. W 2024 książka została wydana nakładem wydawnictwa Sedno w tłumaczeniu na język polski dokonanym przez Marka Jeziorskiego.

## Fabuła
Książka oparta na motywach starej albańskiej Legendy o Rozafie (w oryginale opowiada o twierdzy, która w powieści Kadare została zamieniona na most). Opowiada o budowie mostu na terytorium Albanii, w bliżej nieokreślonej przeszłości (prawdopodobnie pod koniec XIV stulecia). Narratorem jest mnich katolicki Gjon. Aby most nie runął budowniczowie decydują się zamurować w nim żywcem "ochotnika", który wcześniej był oskarżany o utrudnianie budowy. Historia mostu staje się pretekstem do ukazania zacofania, panującego w przeszłości na ziemiach albańskich.

## Wybrane tłumaczenia powieści
- 1981: Le Pont aux trois arches (franc. tłum. Jusuf Vrioni), wyd. Paryż
- 1989: To gephyri me tis treis kamares (grec. tłum. Marichen Tsalike), wyd. Ateny
- 1997: The Three Arched Bridge  (ang. tłum. John Hodgson), wyd. Nowy Jork
- 2002: Die Brücke mit den drei Bögen (niem. tłum. Joachim Röhm), wyd. Zurych
- 2002: Il ponte a tre archi (włos. tłum. Francesco Bruno), wyd. Mediolan
- 2015: Podul cu trei arce (rum. tłum. Marius Dobrescu, wyd. Bukareszt
- 2025: De brug met drie bogen (nid. tłum. Henne van der Kooy, wyd. Antwerpia